# حزب آزادی مصر
حزب آزادی مصر (انگلیسی: Freedom Egypt Party)(حزب مصر الحریة عربی: حزب مشرق الهوریه) یک حزب سیاسی در مصر است که در ۱۸ مه ۲۰۱۱ توسط عمر حمزاوی و گروهی از جوانان مصری پس از انقلاب ۲۰۱۱ مصر تأسیس شد.